# .fk
.fk ist die länderspezifische Top-Level-Domain (ccTLD) der Falklandinseln. Sie wurde am 26. März 1997 eingeführt und wird seitdem vom ortsansässigen Unternehmen Falkland Islands Development Corporation verwaltet. Offiziell wurde die Top-Level-Domain der Regierung der Falklandinseln zugeteilt.

## Eigenschaften
Es können keine Second-Level-Domains unter .fk angemeldet werden, Interessenten müssen sich für eine Adresse auf dritter Ebene entscheiden. Es existieren beispielsweise .co.fk für kommerzielle Organisationen, .gov.fk für Behörden des Landes oder .ac.fk für akademische Einrichtungen, etwa Universitäten. Um eine Domain zu registrieren, müssen ein Wohnsitz oder eine Niederlassung auf den Falklandinseln nachgewiesen werden.

## Bedeutung
Die Top-Level-Domain wurde international im Zuge des Konflikts um die Falklandinseln bekannt. Im November 2011 richtete Argentinien eine formelle Beschwerde an die ICANN, in der ein Anspruch der Vergabestelle NIC Argentina auf .fk angemeldet wurde. Die Organisation, die auch für .ar zuständig ist, sei an Stelle der Falkland Islands Development Corporation für die Vergabe zuständig. Das Begehren, dem von Experten ohnehin geringe Chancen eingeräumt wurden, führte schließlich zu keiner Änderung im Vergabeprozess.